# Plains All American Pipeline
Plains All American Pipeline, L.P. en amerikansk virksomhed indenfor pipeline transport af olie og gas i USA og Canada. De har hovedkvarter i Houston, Texas. Virksomheden blev etableret i 1981 som en olie- og gasefterforskningsvirksomhed navngivet Plains Resources.